# Greg Kotis
Greg Kotis (1965) è un commediografo e librettista statunitense.

## Biografia
Greg Kotis ha studiato scienze politiche all'Università di Chicago, prima di abbandonare gli studi per dedicarsi al teatro. È noto soprattutto per aver scritto testi e libretto di Urinetown the Musical, debuttoato a Broadway nel 2001; lo show valse a Kotis il Tony Award al miglior libretto di un musical e il Tony Award alla migliore colonna sonora originale.
È sposato con l'attrice Ayun Halliday dal 1995 e la coppia ha avuto due figli, India e Milo.

## Filmografia

### Attore
- Hamlet 2000 (Hamlet), regia di Michael Almereyda (2000)